# Комінтерн (тягач)
«Комінтерн» — спеціальний артилерійський тягач, що випускався на Державному Харківському паровозобудівному заводі (ДХПЗ).

## Проектування та дослідне виробництво
Трактор «Комінтерн», що випускався на ДХПЗ з 1934, використовувався у РСЧА як тягач для важких артилерійських систем. На його базі також був виготовлений дослідний зразок самохідної 76,2-мм польової гармати.
На початок 1930-х трактор «Комунар» морально та фізично застарів. Його потужність та швидкість буксування артилерійських систем не відповідали вимогам керівництва РСЧА. Тому ДХПЗ було дано завдання розробити новий спеціалізований артилерійський тягач. Гусеничний тягач, який тоді називався важкий трактор, мав буксувати артилерійські системи вагою до 11 тонн зі швидкістю 15 км/год.
Розробкою тягача, який у 1933 році отримав назву «Комінтерн», займалася конструкторська група під керівництвом Б. Н. Воронова. За основу були взяті елементи ходової частини танка Т-24.
В 1931 за тракторною схемою було зібрано декілька дослідних зразків тягача БНВ-1 та БНВ-2 (за ініціалами керівника групи). Їх випробування показало, що виготовлені за тракторною схемою вони не мали ніяких переваг над попередником. Хоча базовий танк Т-24 був знятий з виробництва, роботи над удосконаленням тягача тривали. Недоліки конструкції усувалися під керівництвом М. Г. Зубарева. Конструкція тягача зазнала кардинальних змін.
На тягачі була встановлена закрита кабіна, частково уніфікована з автомобілем ЗИС-5. На дерев'яній вантажній платформі з трьома відкидними бортами могли розташовуватися 12 чоловік. Крім того, на платформі можна було перевозити боєкомплект артилерійської системи. Було передбачено встановлення брезентового тенту.
Ходова частина тягача складалася з двох спрямовуючих та ведучих коліс і восьми балансирних візків з пружними амортизаторами. На тягачі було встановлено тягову лебідку, потужністю 10 тисяч кілограм сил та робочою довжиною 30 метрів. Це було вперше застосовано у вітчизняній практиці при випуску техніки подібного типу.

## Випробування та серійний випуск
Конструкція машини вийшла дуже вдалою. У квітні 1934 року розпочалося виготовлення установочної партії з 50 тягачів. Серійний випуск «Комінтернів» розпочався у 1935 на ДХПЗ по 25—30 машин на місяць.
Військові випробування вдосконаленого тягача «Комінтерн», що проводилися у серпні — листопаді 1937, показали, що в цілому машина відповідає вимогам щодо буксування артилерійських систем калібру до 152 міліметрів. Маса тягача становила 10,5 тонн, він непогано рухався по м'якому ґрунту. Міг долати підйоми крутизною до 34 градусів, а з причепом — до 16 градусів, рухався по косогору з уклоном 19 градусів. Долав рови завширшки до 1,3 метрів та ескарп з висотою стіни близько 0,7 метрів. Проходив броди з глибиною до 0,75 метрів.
У ході випробувань були виявлені окремі вади. Більшість з них було усунено в процесі серійного виробництва.
До 1940 було зібрано 1798 тягачів «Комінтерн», поки його не змінив досконаліший артилерійський тягач «Ворошиловець».

## Застосування
Тягачі широко використовувались як в армії, так і в народному господарстві. В Червону армію було передано 1712 тягачів, з них близько 1017 використовувалося в артилерійських частинах. Вони використовувалися для буксування всіх типів гармат калібру від 122 до 152 мм, а інколи і 203-мм гаубиць Б-4, які мали гусеничний хід.
«Комінтерни» широко застосовувалися під час Другої світової війні. На початок 1945 у лавах діючої армії знаходилося 568 тягачів «Комінтерн».
На даний час не збереглося жодного тягача «Комінтерн».